# Палац Вайтголл

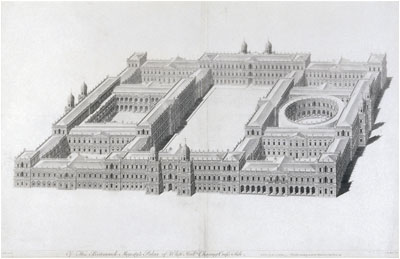
План Ініго Джонса щодо нового палацу в Вайтголл, датований 1638 роком, який був реалізований лише частково.

51°30′16″ пн. ш. 0°07′32″ зх. д. / 51.504444444444° пн. ш. 0.12555555555556° зх. д.
Палац Вайтголл — колишня головна резиденція англійських монархів з 1530 до 1698 року, коли більшість його споруд, за винятком бенкетного дому Ініго Джонса 1622 року, були знищені пожежею. Генріх VIII переніс королівську резиденцію до Білого залу після того, як старі королівські апартаменти в сусідньому Вестмінстерському палаці були знищені. Хоча палац Вайтголл не зберігся, територія, де він знаходився, досі називається Вайтголл і залишається центром уряду.
Свого часу Вайтголл був найбільшим палацом у Європі з більш ніж 1500 кімнат, обігнавши Ватиканський Апостольський палац. Однак він менше ніж Версальський палац, що нараховує 2400 кімнат. Палац дав свою назву вулиці Вайтголл, на якій розташовано багато сучасних адміністративних будівель британського уряду, а отже, метонімічно до центрального уряду. У своїй найбільшій площі палац простягався на більшу частину території, що межувала з Нортумберленд-авеню на півночі; до Даунінґ-стріт і майже до Дербі-Гейт на півдні; і приблизно від височини нинішніх будівель, що виходять на дорогу Кінної гвардії на заході, до тодішніх берегів річки Темзи на сході (з часу будівництва набережної Вікторії рекультивувало більше землі від Темзи) — загалом близько 9,3 га. Це було приблизно в 650 метрах від Вестмінстерського абатства.

## Історія
До XIII століття Вестмінстерський палац став центром монарського уряду Англії, а з 1049 року — головною лондонською резиденцією короля. Околиці стали популярним і дорогим місцем, а архієпископ Йоркський Уолтер де Грей, після 1240 року придбав нерухомість неподалік як свою лондонську резиденцію, назвавши її Йорк Плейс.
|  |

Король Едуард I Довгоногий кілька разів зупинявся на Йорк-Плейс, поки велися роботи у Вестмінстері. Він розширив його для розміщення свого оточення. Йорк-Плейс було перебудовано у XV столітті й настільки розширено кардиналом Вулсі, що з ним конкурував лише Ламбетський палац як найбільший будинок у Лондоні, включаючи лондонські палаци Короля. Отже, коли 1530 року король Генріх VIII усунув кардинала від влади, він придбав Йорк-Плейс замість Вестмінстера (королівської резиденції, або «таємної» частини, яка була знищена пожежею в 1512 році) як його головної лондонської резиденції, оглядаючи свої володіння в компанії Анни Болейн. Назва Whitehall (Білий зал, Вайтголл) була вперше зареєстрована 1532 року. Вона пов'язана з білим кольором каменю, який використовувався для будівель.
Король Генріх VIII найняв фламандського художника Антона ван ден Вінгаерде, щоби перепроєктувати Йорк-Плейс. Натхненний Ричмондським палацом, він спроєктував спортивні споруди, включно з полем для боулінгу, критим справжнім тенісним кортом, ямою для півнячих боїв (на місці Кабінету міністрів, 70 Вайтголл) і ристалищем для лицарських змагань (зараз місцем параду Кінної гвардії). За оцінками, протягом 1540–х років було витрачено понад 30 000 фунтів стерлінгів (за сучасною вартістю приблизно кілька мільйонів), що вдвічі менше, ніж на будівництво всього палацу Брайдвелл. Генріх VIII одружився з двома своїми дружинами в палаці — Анною Болейн у 1533 році та Джейн Сеймур у 1536 році, і помер там у січні 1547 року.
У 1611 році в палаці відбулася перша відома вистава п'єси Вільяма Шекспіра «Буря». У лютому 1613 року тут відбулося весілля принцеси Єлизавети та Фрідріха V Пфальцького.
Яків I та VI внесли значні зміни в будівлі, зокрема звели в 1622 році новий Бенкетінг-хаус, за проєктом Ініго Джонса, щоб замінити серію попередніх бенкетних будинків часів Єлизавети I. Його оздоблення було завершено в 1634 році сером Пітером Паулем Рубенсом на замовлення Карла I (який мав бути страчений перед будівлею 1649 року). До 1650 року палац Вайтголл був найбільшим комплексом світських будівель на території Англії, що налічував понад 1500 кімнат. Його будівництво було нерегулярним, а його складові частини мали різні розміри та різні архітектурні стилі, що робило його більше схожим на маленьке містечко, ніж на окремий палац. Нерівномірність будівель посилилася через схильність придворних будувати призначені їм житла або власним коштом, або коштом короля. Сер Стівен Фокс, клерк Зеленого Полотна Карла II, отримав дозвіл від Управління робіт у 1660-х роках на будівництво прибудови до трьох призначених йому кімнат. Коли їх зведення було закінчене, він побудував грандіозний особняк із каретною будкою, стайнями та краєвидом на Темзу, і все це було в межах мережі палаців.

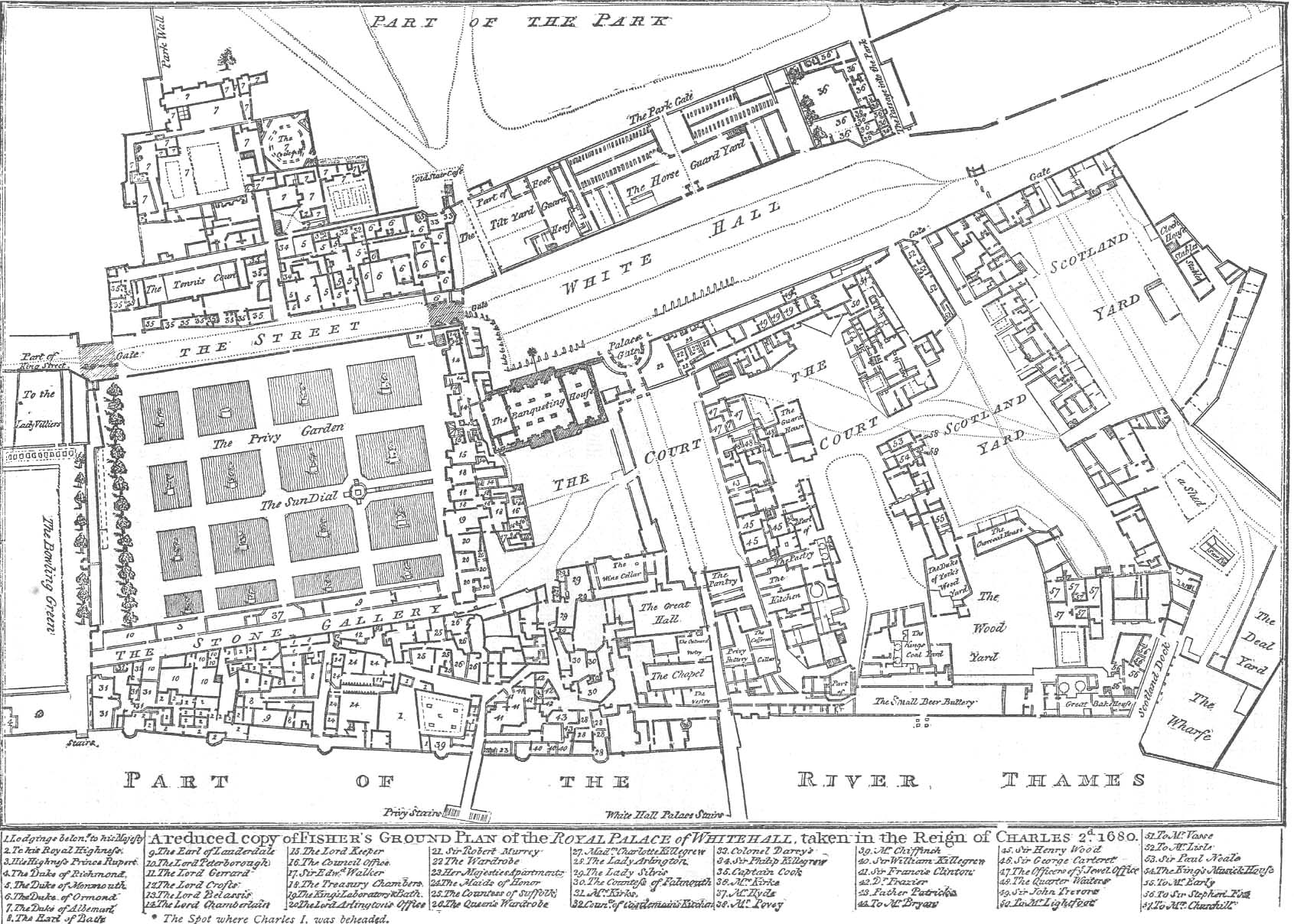
План палацу Вайтголл 1680 року.

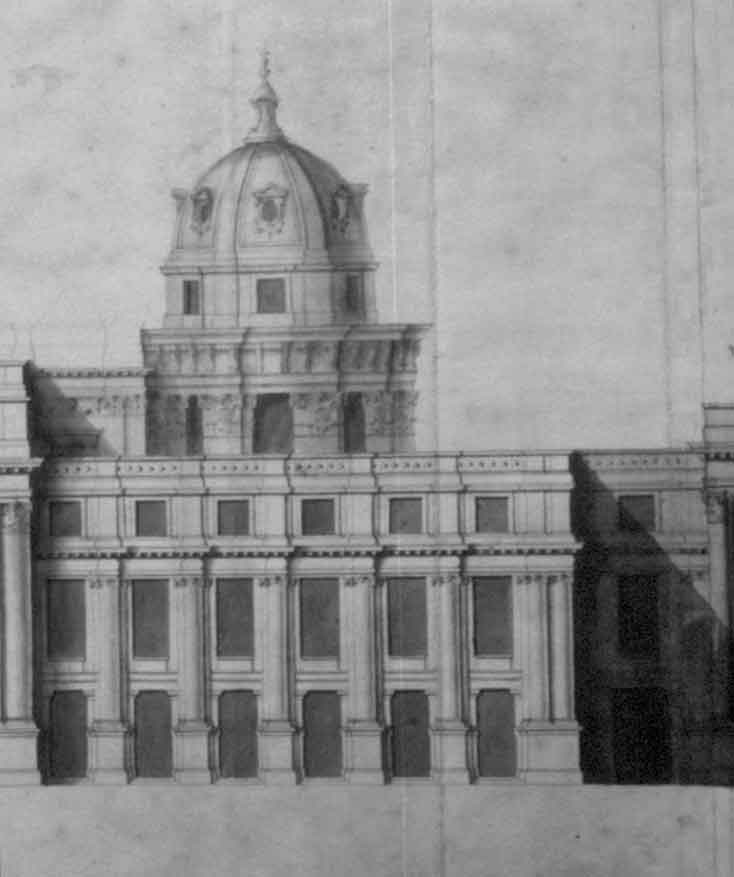
Частина пропозиції щодо заміни палацу, намальованої Крістофером Реном у 1698 році. Палац більше не перебудовувався.

Карл II добудовував у палаці господарські споруди. Як і його батько, Карл II помер у палаці, але від інсульту. Яків II наказав серу Крістоферу Рену добудувати каплицю, завершену в 1687 році, перебудувати покої королеви (приблизно 1688 рік) і приватне помешкання королеви (1689). Католицька каплиця Якова II, побудована в період лютого антикатолицизму в Англії, викликала багато критики, а також благоговіння, коли вона була завершена в грудні 1686 року. Стеля була прикрашена 8132 шматками сусального золота, а в східній частині нави був величезний мармуровий вівтар (40 футів у висоту x 25 футів завширшки), розроблений Реном і вирізьблений Грінлінгом Гіббонсом.

## Руйнування
До 1691 року палац став найбільшим і найскладнішим у Європі. 10 квітня в повністю відремонтованих апартаментах, якими раніше користувалася герцогиня Портсмутська, спалахнула пожежа, яка зруйнувала старі будівлі палацу, хоча, очевидно, не державні апартаменти. Це фактично додало більшої згуртованості решті комплексу. Наприкінці 1694 року королева Марія II померла в Кенсінгтонському палаці від віспи, а 24 січня лежала в стані у Вайтголлі; Вільгельм III Оранський і Мері уникали Вайтголла і віддавали перевагу на користь свого палацу в Кенсінгтоні.
4 січня 1698 року зайнялася друга пожежа, що майже повністю знищила решту житлових і державних будівель. Ця пожежа була ненавмисно спричинена слугою у верхній кімнаті, яка розвісила мокру білизну навколо палаючої вугільної жаровні для швидшого висихання. Білизна загорілася, і полум'я швидко поширилося по всьому палацовому комплексу, вируючи протягом 15 годин, перш ніж пожежники змогли його загасити. Наступного дня вітер посилився і знову розпалив вогонь, що рушив далі на північ. Крістофер Рен, тодішній королівський інспектор, отримав чіткий наказ від Вільгельма III зосередити робочу силу на порятунку архітектурної перлини комплексу, Банкетного дому. Рен наказав мулярам загородити головне вікно з південного боку будівлі, щоб заблокувати вогонь. Близько 20 будівель було знищено, щоб створити протипожежну смугу, але це мало запобігло поширенню вогню на захід.
5 січня Джон Евелін коротко зазначив: «Вайтхолл спалений! Не залишилося нічого, крім стін і руїн». Окрім Бенкетного дому, деякі будівлі збереглися в Скотланд-Ярді, а деякі біла парку разом із так званими воротами Гольбейна. Вони зрештою були зруйновані в 1769 році.
Під час пожежі було знищено багато творів мистецтва, ймовірно, включно зі скульптурою «Амур, що спить» Буонарроті Мікеланджело, придбаною як частина колекції Гонзаги в сімнадцятому столітті. Також були втрачені культова фреска «Портрет Генріха VIII» Ганса Гольбейна Молодшого та мармуровий портретний бюст короля Карла I Джан Лоренцо Берніні.

## Сьогодення

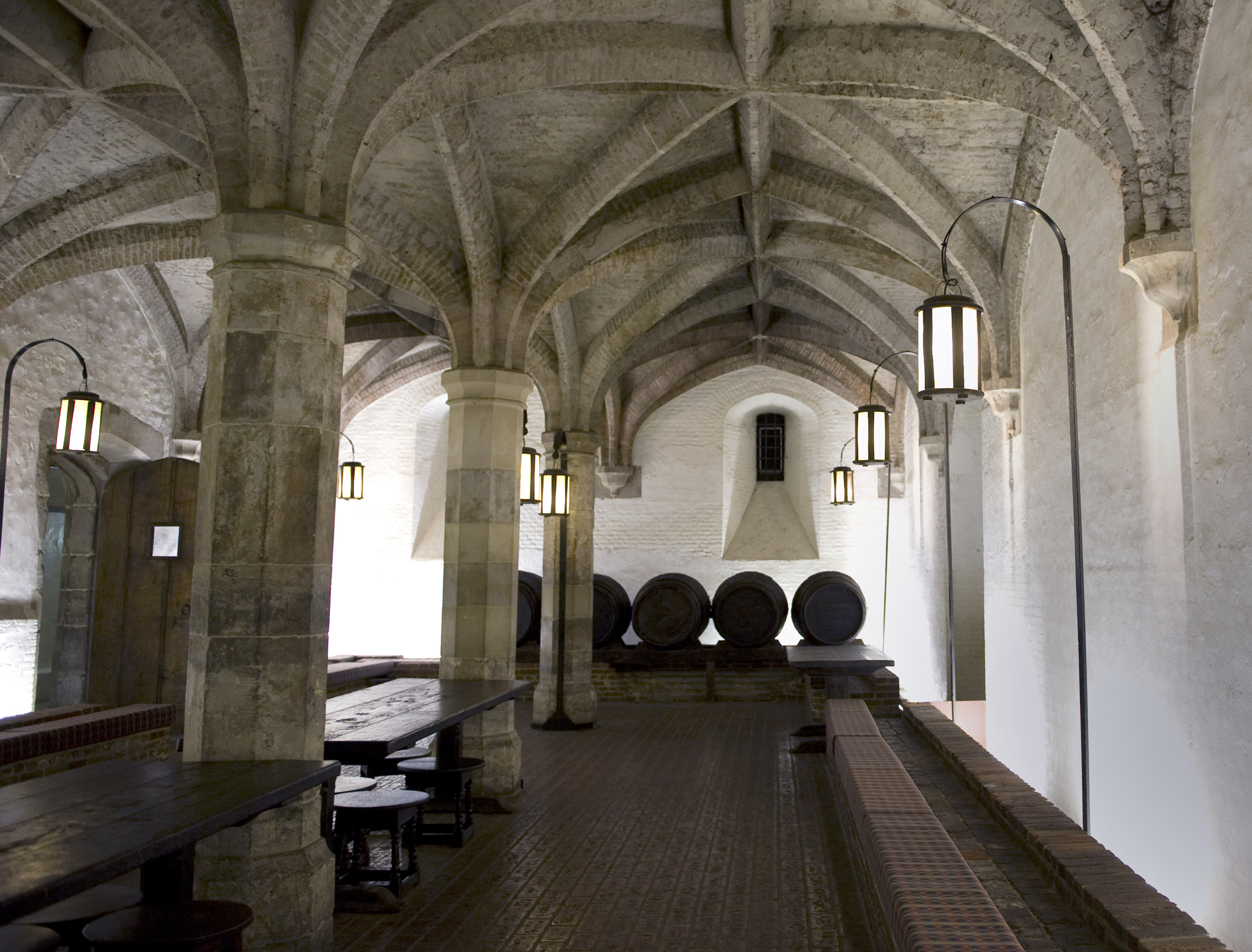
Винний льох Генріха VIII

Бенкетінг-хаус — це єдина цілісна будівля комплексу, яка існує і нині, хоча й дещо видозмінена. Різні інші частини старого палацу все ще існують, часто включені в нові будівлі урядового комплексу Вайтголл. До них належать вежа та інші частини колишніх критих тенісних кортів часів Генріха VIII, вбудованих у Старе казначейство та кабінет міністрів за адресою вулиця Вайтголл, 70.

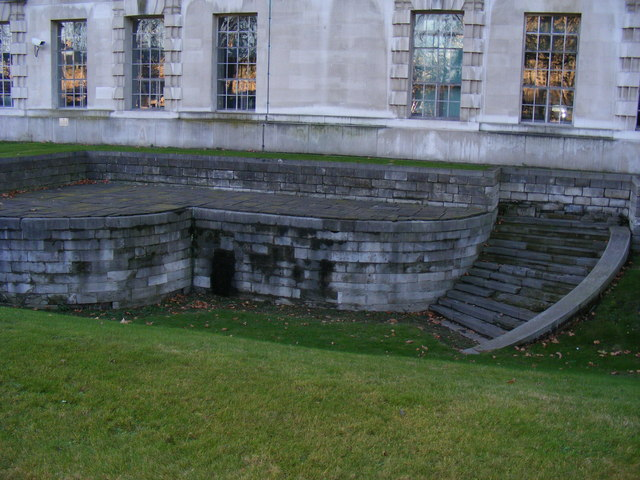
Сходи королеви Марії, палац Вайтголл

З 1938 року, східна сторона ділянки була реконструйована з будівлею, де тепер розміщено Міністерство оборони Великої Юританії, тепер відоме як Головна будівля Міністерства оборони. Підвал із Великої палати Волсі, тепер відомий як Винний льох Генріха VIII, прекрасний приклад цегляного склепінчастого даху в стилі Тюдорів висотою близько 21 метр, завдовжки й завширшки 9 метрів, виявилося таким, що заважає не лише плану новобудови, а й запропонованому маршруту проспекту Кінної Гвардії. Після запиту королеви Марії Текськи в 1938 році та обіцянки в парламенті було розроблене положення про збереження підвалу. Відповідно, він був укладений у сталь і бетон і перенесений на 3 метри на захід і майже 9 метрів глибше в 1949 році, коли на цьому місці відновили будівництво після Другої світової війни. Це було виконано без будь-яких значних пошкоджень конструкції, і зараз вона знаходиться в підвалі будівлі.

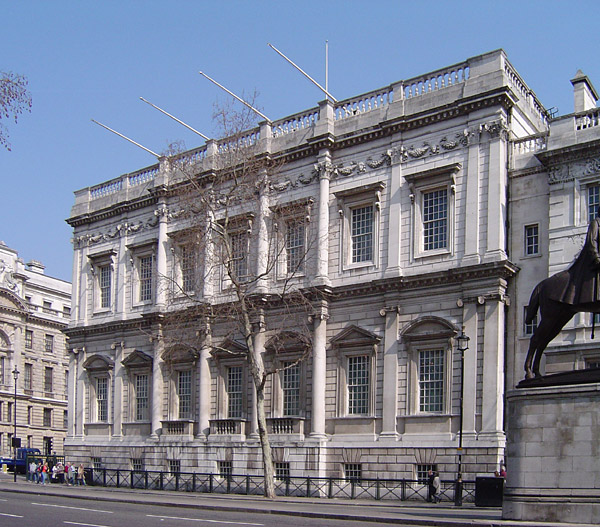
Бенкетний будинок у Лондоні, єдиний залишився компонент палацу Вайтголл

Кілька мармурових різьблень із колишньої каплиці у Вайтголлі (яка була побудована для Якова II) присутні в церкві Святого Андрія, Бернем-он-Сі, у Сомерсеті, куди вони були перенесені 1820 року після того, як спочатку були перевезені до Вестмінстерського абатства в 1706 році.